# Mietenvolksentscheid Berlin
Der Mietenvolksentscheid Berlin war ein durch den Mietenvolksentscheid e. V. angestrebter Berliner Volksentscheid über das Berliner Wohnraumversorgungsgesetz, welcher 2015 von den Initiatoren zurückgezogen wurde, nachdem das Gesetz in weiten Teilen vom Berliner Senat übernommen und vom Berliner Abgeordnetenhaus beschlossen worden war.
Die Initiative engagierte sich später für den Berliner Mietendeckel und das Volksbegehren „Deutsche Wohnen & Co. enteignen“.

## Ablauf und Entwicklung
Am 10. März 2015 stellten die Initiatoren in einer Pressekonferenz ihr Projekt vor. Sie kündigten an, gemeinsam mit der Sammlung der Unterschriften eine Informationskampagne zu starten. Ende März 2015 wurde mit der Sammlung von 20.000 Unterschriften für ein Volksbegehren begonnen. Am 1. Juni 2015 wurden 49.249 Unterschriften abgegeben, wovon 40.214 gültig waren.
Nach Gesprächen mit der Senatsverwaltung für Stadtentwicklung und Umwelt sowie der Berliner SPD-Fraktion wurde am 19. August 2015 auf zwei aufeinanderfolgenden Pressekonferenzen der Abschluss von Gesprächen über das angestrebte Gesetz verkündet, wonach der Gesetzesentwurf in weiten Teilen übernommen wurde. Für die im Kompromissentwurf enthaltenen Maßnahmen sollen über fünf Jahre rund 1,4 Mrd. Euro aufgewendet werden. Das „Gesetz über die Neuausrichtung der sozialen Wohnraumversorgung in Berlin“ (Berliner Wohnraumversorgungsgesetz) wurde am 12. November 2015 beschlossen und trat am 1. Januar 2016 in Kraft. Da im Rahmen der Zulassungsprüfung zur Phase des Volksbegehrens rechtliche Zweifel am Gesetzesentwurf durch die zuständige Senatsverwaltung geäußert wurden, entschied sich die Initiative, den Antrag auf Volksbegehren zurückzuziehen. Die Initiative behielt sich vor, einen weiteren Volksentscheid zur Umsetzung wohnungspolitischer Ziele anzustreben. Die im Mietenvolksentscheid vertretenen Mieterinitiativen haben 2018 eine neue Initiative gegründet, um einen Volksentscheid herbeizuführen, wonach die Deutsche Wohnen und weitere profitorientierte übergroße Wohnungsunternehmen in Berlin gemäß Artikel 15 des Grundgesetzes enteignet und ihre Wohnungsbestände vergesellschaftet werden sollen.

## Berliner Wohnraumversorgungsgesetz
Durch das von Seiten der zuständigen Senatsverwaltung als Kompromiss verkündete Gesetz über die Neuausrichtung der sozialen Wohnraumversorgung in Berlin (Berliner Wohnraumversorgungsgesetz – WoVG Bln) wurden als Artikelgesetz verschiedene Gesetze erlassen oder geändert, welche folgende Kerninhalte umfassen:
- Die Mieten im privaten und öffentlichen sozialen Wohnungsbau in Berlin sind durch Änderung des Wohnraumgesetz Berlin bei höchstens 30 % des Nettoeinkommens gekappt. Die Belegungsbindung von Sozialwohnungen bleibt auch bei Rückzahlung der Fördermittel durch den Eigentümer erhalten.
- Das Gesetz zur sozialen Ausrichtung und Stärkung der landeseigenen Wohnungsunternehmen für eine langfristig gesicherte Wohnraumversorgung (WUAusrStärkG BE) wurde beschlossen, wodurch demokratisch gewählte Mieterräte mit Mitbestimmungsrechten für jedes landeseigenen Wohnungsunternehmen eingeführt wurden, welche je einen Sitz im Aufsichtsrat erhalten. Es beinhaltet darüber hinaus einen gesetzlich verankerten Versorgungsauftrag für am Wohnungsmarkt benachteiligte Haushalte, wonach
  - bei der Neuvermietung Wohnungen zu mindestens 55 % an WBS-Berechtigte vermietet werden müssen
  - jede fünfte dieser Wohnungen muss an bedürftige Gruppen wie Obdachlose oder Flüchtlinge vergeben werden
  - Mieterhöhungen und Mieten bei 30 % des Nettoeinkommens in kommunalen Wohnungsbeständen gekappt werden
  - eine fehlende oder negative Bonitätsauskunft kein alleiniger Grund für eine Ablehnung in der Wohnungsvermietung mehr sein darf
  - Zwangsräumungen in den landeseigenen Wohnungsunternehmen soweit möglich vermieden werden sollen
  - Sozialwohnungen gezielt angekauft werden, insbesondere in innerstädtischen Wohnlagen.
  - Zur Wahrnehmung dieses Versorgungsauftrags wird Eigenkapital der WBG wird erhöht, landeseigene Grundstücke werden den WBG übertragen. Erzielte Überschüsse verbleiben in den Unternehmen. Mindestens 30 % der Neubauwohnungen müssen als Sozialwohnungen gefördert werden.[10]
- Durch das Gesetz zur Errichtung der „Wohnraumversorgung Berlin - Anstalt öffentlichen Rechts“ (WoVErG BE) wurde die gleichnamige Wohnraumversorgung Berlin gegründet, welche als Anstalt öffentlichen Rechts der Steuerung der sechs landeseigenen Wohnungsunternehmen dient. Sie soll politische Leitlinien mit Blick auf den Wohnungsmarkt- und Versorgungsauftrag der landeseigenen Wohnungsunternehmen formulieren, und die Umsetzung dieser Leitlinien überwachen.
- Durch das Gesetz über die Errichtung des „Sondervermögens Wohnraumförderfonds Berlin“ (SWoFFoErG BE) wurde ein revolvierender Wohnraumförderfonds errichtet, welcher Instandhaltung, Modernisierung, Neubau, Ankauf und Ankauf von Belegungsbindungen fördert.

Das Kompromissgesetz beinhaltet zwar viele wesentliche Forderungen der Initiative, weicht jedoch von dem ursprünglichen Gesetz der Initiative auch in einigen Punkten ab. So bleibt beispielsweise die privatwirtschaftliche Organisation der sechs Wohnungsbaugesellschaften erhalten, wohingegen die Initiative die Umwandlung dieser in Anstalten des öffentlichen Rechts gefordert hatte. Auch wurde neben der Bildung von Mieterräten die Bildung von Fachbeiräten für die landeseigenen Wohnungsunternehmen gefordert, welche jeweils über mehrere Sitze im Verwaltungsrat der Anstalten zum Nachteil des Berliner Senats verfügt hätten.

## Initiatoren
Als Initiatoren haben sich mehrere Berliner Mieterinitiativen zum Mietenvolksentscheid e. V. zusammengeschlossen. Das Bündnis versteht sich als parteiunabhängig und wird von einer Reihe von Initiativen und Einzelpersonen getragen, die sich für das Recht auf Stadt, eine soziale Wohnraumversorgung und gegen Gentrifizierung engagieren, wie beispielsweise marx21, die Interventionistische Linke oder Kotti & Co. Unterstützung erhielt der Mietenvolksentscheid unter anderem von der Berliner MieterGemeinschaft und vom Berliner Mieterverein.
Der Mietenvolksentscheid Berlin gliedert sich in das Plenum des Aktiventreffens, verschiedene sogenannte Kiezgruppen als dezentrale und lokale Aktionspunkte, den Koordinierungskreis, mehreren Arbeitsgruppen sowie den Mietenvolksentscheid e. V. als Trägerverein. Grundsatzentscheidungen wie die Formulierung des Gesetzentwurfs werden im Plenum von allen Unterstützerinitiativen und Einzelpersonen getroffen. Im Plenum werden außerdem Arbeitsgemeinschaften zu aktuellen Themen gebildet, die teils in Absprache mit dem Koordinierungskreis arbeiten. Der Koordinierungskreis befasst sich mit Fragen wie der strategischen Kampagnenplanung und der Pressearbeit, bereitet die Treffen des Aktivenplenums vor und setzt mitunter die Plenumsentscheidungen um. Für das Volksbegehren wurden fünf Vertrauenspersonen als Vertreter und Ansprechpartner gewählt: Matthias Bernt (INURA), Melanie Dyck (GSW 23 und Kotti & Co), Jan Kuhnert, Olof Leps (Kotti & Co) und Max Manzey (marx21 und Die Linke.SDS).